# Chotimir (komes)
Chotimir – komes chrzanowski wymieniony w przywileju Kazimierza I opolskiego dla Klemensa Gryfity wydanym 1 sierpnia 1228 roku w Rybniku.